# めくれたオレンジ
「めくれたオレンジ」は、日本のバンド東京スカパラダイスオーケストラ20枚目のシングル。2001年8月8日発売。発売元はcutting edge。

## 概要
歌モノシングル3部作の第1弾。ゲストボーカルは田島貴男（ORIGINAL LOVE）。
2022年12月、MPA賞スタンダード・ソング賞（NexTone）を受賞した。

## 収録曲
編曲：東京スカパラダイスオーケストラ
1. めくれたオレンジ(5:16)
作詞：谷中敦　作曲：川上つよし
2. Raise it all(3:29)
作曲：川上つよし
3. You're so delightful(3:04)
作曲：PUBLIC DOMAIN
4. めくれたオレンジ(Instrumental)(5:16)

## 収録アルバム
めくれたオレンジ
- オリジナル『Stompin' On DOWN BEAT ALLEY』（2002年5月22日）
- ベスト『BEST OF TOKYO SKA 1998-2007』（2007年3月21日）
- ベスト『The Last』（2015年3月4日）
- ベスト『TOKYO SKA TREASURES 〜ベスト・オブ・東京スカパラダイスオーケストラ〜』（2020年3月18日）
- ベスト『NO BORDER HITS 2025→2001 〜ベスト・オブ・東京スカパラダイスオーケストラ〜』（2025年3月19日）
- ORIGINAL LOVE『THE BEST SELECTIONS OF ORIGINAL LOVE』（2010年5月19日）

Raise it all
- ベスト『BEST OF TOKYO SKA 1998-2007』（2007年3月21日）
- ベスト『TOKYO SKA TREASURES 〜ベスト・オブ・東京スカパラダイスオーケストラ〜』（2020年3月18日） - ファンクラブ限定盤のみ